# Sol Nascente
Sol Nascente er en brasiliansk tv-serie fra 2016. Hovedrollerne spilles af henholdsvis Bruno Gagliasso (Mário De Angeli), Giovanna Antonelli (Alice Tanaka), Rafael Cardoso (Wladimir César Teixeira Correia Filho), Luís Melo (Kazuo Tanaka), Francisco Cuoco (Gaetano De Angeli / Luigi Borelli) og Aracy Balabanian (Giuseppina De Angeli / Filomena Giunchetti).